# Тканина

Барвисті тканини

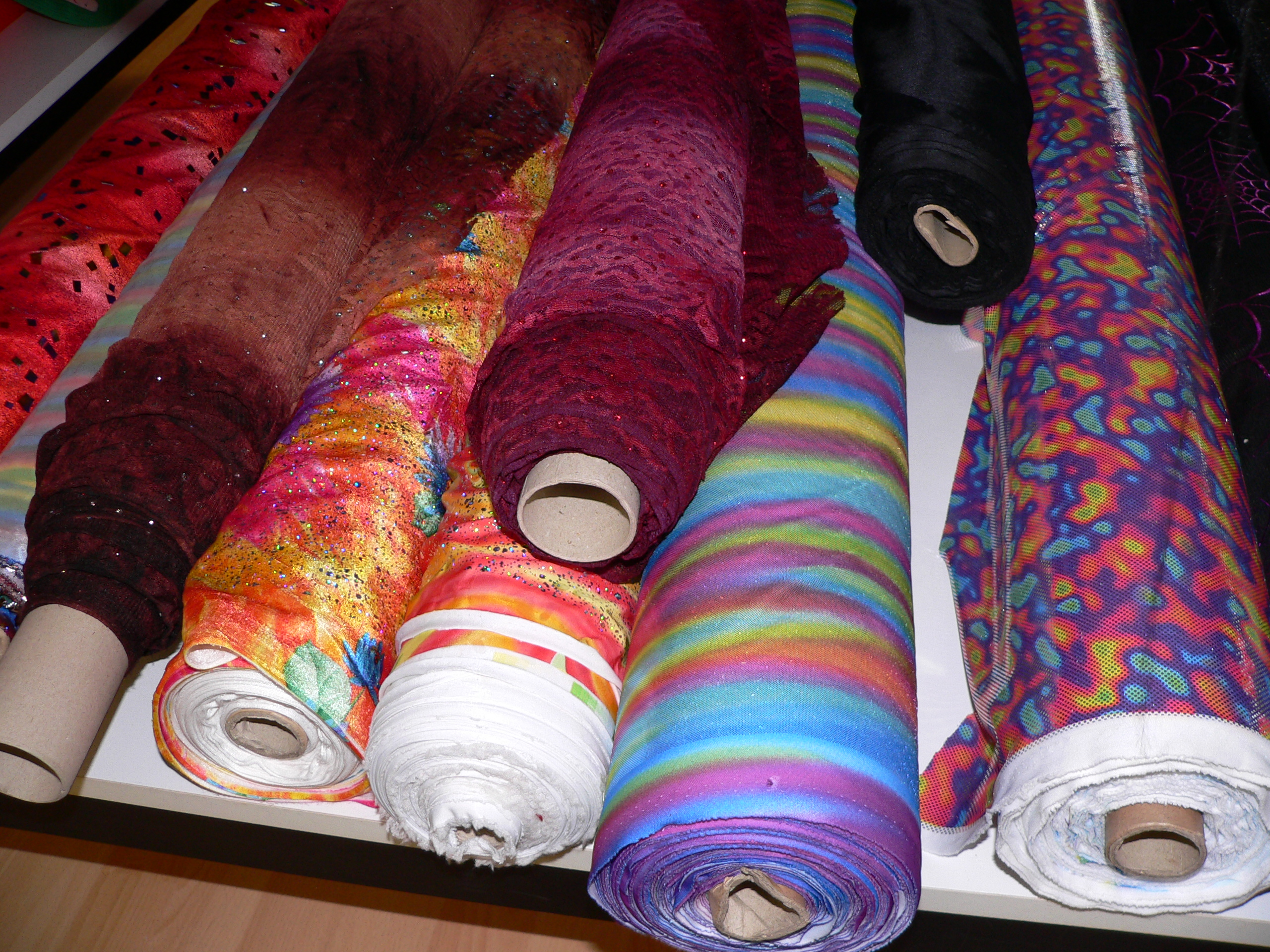
Барвисті тканини

Ткани́на, рідко ткань — текстильний виріб, виготовлений шляхом переплетіння ниток у процесі ткання на ткацькому верстаті. Поздовжні нитки називаються основою, поперечні — утоком.

## Загальний опис
Тканини розрізняють за вихідним матеріалом ниток — шерстяні, шовкові, бавовняні, синтетичні та інші, а також за способом переплетіння ниток; товщиною ниток; за рельєфним малюнком.
Слід відрізняти від тканини інші текстильні матеріали — трикотаж, що отримують плетінням, та неткані матеріали, що одержують скріпленням шарів волокон різними способами (повсть, флізелін, фліс).
Забарвлення тканини може досягатись використанням ниток різного кольору або нанесенням барвників. Перша згадка про декоративно розмальовані доморобні тканини трапляється вже в «Природничій історії» Плінія Старшого.

## Деякі тканини
- Дамаст (тканина) — переважно шовкова тканина, одно-або дволицева з малюнком (здебільшого квітковим)
- Ажур — тонка мереживна тканина. Він був розповсюдженим на початку ХІХст.
- Бельтинг — важка, дуже щільна та витривала тканина
- Богуславська тканина — один з традиційних видів української народної декоративної тканини, що виник у місті Богуслав на Київщині в кінці 19 століття
- Грезет — шовкова або шерстяна тканина з дрібним візерунком того ж кольору, переважно сірого.
- Люстрин — дорога шовкова, вовняна або напіввовняна тканина з глянцем.
- Мадаполам — легка бавовняна тканина полотняного переплетення
- Маркізет — легка, тонка, прозора бавовняна або шовкова тканина
- Полотно — конопляна, лляна, бавовняна, а також штучна або шовкова тканина особливого переплетення
- Серпанок — тонка, напівпрозора тканина з вільним відкритим переплетінням волокон
- Сатин — тканина сатинового переплетення ниток з бавовняного або хімічного волокна
- Шотландка — тканина, що виробляється з бавовни, шерстяної пряжі, різних хімічних ниток саржевим переплетенням з рисунком у велику клітинку, що є типовим для тканин національного шотландського одягу

## Доморобні тканини
До поширення промислового виробництва тканини робили у домашніх умовах на ручних ткацьких верстатах. До доморобних тканин належали:
- Домашнє полотно — лляне і конопляне (плоскінне).
- Ряднина — цупке домоткане полотно з конопляної або лляної пряжі.
- Пі́стря — груба тканина з різнокольорових лляних, бавовняних та інших ниток[3]. З пістрьово́ї тканини шили домашній одяг — штани, сукні.
- Валови́на — груба тканина з відходів при чесанні, так званого «валу»[4][5].